# Linda Katherine Escobar
Linda Katherine Albert de Escobar (14 de agosto de 1940 - 15 de diciembre de 1993) fue una bióloga y botánica colombiana.

## Biografía
Se graduó en la Universidad de New Hampshire en la carrera de biología; e hizo en 1971, una especialización a nivel de magíster en Ecología Vegetal, por la Universidad de Purdue. Entre la obtención de su licenciatura y la maestría enseñó en una escuela secundaria en los Estados Unidos, y dio clases de biología para profesores de enseñanza media en Colombia. Entre 1971 y 1976 dio clases en la Universidad de Antioquia, en Medellín.
Y en 1980, su Ph.D. en botánica, por la Universidad de Texas en Austin. Fue especialista en la taxonomía del género Passiflora.
Un área importante de Escobar estuvo en Colombia, donde participó en varias expediciones botánicas. Estuvo allí desde 1984 hasta 1990, donde fue Jefe del Herbario de la Universidad de Antioquia, y profesora. Investigó Passiflora en la Universidad de Texas en Austin. También fue profesora adjunta en la Universidad de Puerto Rico.
Murió de cáncer de ovario, habiéndose sometido a quimioterapia.

## Algunas publicaciones

### Libros
- linda katherine Escobar, polidoro Pinto, gustavo Lozano-Contreras. 1988. Flora de Colombia: Passifloraceae - Passiflora, subgéneros: Tacsonia, Rathea, Manicata & Distephana. Volumen 10. Editor	Universidad Nacional de Colombia, 138 pp.

- -----------------------------. 1980. Interrelationships of the edible species of Passiflora centering around Passiflora mollissima (Kunth) L.H.Bailey subgenus Tacsonia. Volumen 1. Editor University of Texas at Austin, 1.294 pp.

## Honores
- (Araceae) Stenospermation escobariae Croat & D.C.Bay[2]

- (Passifloraceae) Passiflora linda Panero[3]

- (Passifloraceae) Passiflora escobariana J.M.MacDougal[4]
- (Ulmaceae) Ampelocera albertiae Todzia[5]